# Manfred Jung
Manfred Jung (* 9. Juli 1940 in Oberhausen; † 14. April 2017 in Essen) war ein deutscher Opernsänger (Heldentenor) und Wagner-Interpret.

## Leben
Manfred Jung kam nach seiner Ausbildung zum Starkstrom-Elektrotechniker als Beleuchter an die Städtischen Bühnen Essen. In Essen studierte er an der Folkwang-Hochschule Gesang bei Hilde Wesselmann und schloss 1968 mit dem Staatsexamen ab. Anschließend erhielt er Engagements an der Kammeroper in Köln, von 1971 bis 1975 ein Engagement am Opernhaus Dortmund, danach am Pfalztheater Kaiserslautern.
1975 hatte Jung erste Gastspiele bei den Salzburger Osterfestspielen unter Herbert von Karajan und in Jerusalem. Nach einem Gastspiel im Jahre 1976 an der Deutschen Oper am Rhein erhielt er einen Vertrag bis 1988. Ebenfalls 1976 gastierte er am Theater der Stadt Wuppertal und am Saarländischen Staatstheater in Saarbrücken.
Bei einem Gastspiel in Berlin wurde er im November 1976 an die Bayreuther Festspiele empfohlen und für die Inszenierung des Jahrhundertrings in der Saison 1977 als Siegfried in der Götterdämmerung engagiert. Die Musikzeitschrift Orpheus verlieh ihm daraufhin 1977 die Auszeichnung „Das große Lob“. Seitdem sang Jung auch in folgenden Festspielzeiten verschiedene Tenor-Partien.
Erste internationale Gastspiele als Wagner-Tenor kamen 1980 in der New Yorker Carnegie Hall  und 1981 an der Wiener Staatsoper sowie an der Metropolitan Opera. Im Jahr 1982 erhielt er den Grammy Award für die Bayreuther Einspielung des Ring des Nibelungen unter der Leitung von Pierre Boulez in der Rolle des Siegfried sowohl in Siegfried als auch in Götterdämmerung.
Seitdem machte sich Jung weltweit einen Namen als Wagner-Tenor. Er gehörte zu den wenigen Sängern, die alle Tenorpartien in Wagners Ring des Nibelungen gesungen haben.
Jung war seit ca. 2005 auch künstlerischer Leiter der „Junge Musiker-Stiftung“, die in Bayreuth den Cantilena Gesangswettbewerb zur Förderung von Nachwuchssängern durchführt.

## Aufnahmen (Auswahl)
- Richard Wagner: Siegfried (Siegfried), Dirigent: Pierre Boulez, Orchester der Bayreuther Festspiele, 1980 (auch DVD)
- Richard Wagner: Götterdämmerung (Siegfried), Dirigent: Pierre Boulez, Orchester der Bayreuther Festspiele, 1980 (auch DVD)
- Richard Wagner: Das Rheingold (Mime), Dirigent: Roberto Paternostro, Orchester des Staatstheater Kassel, 1999
- Richard Wagner: Siegfried (Mime), Dirigent: Roberto Paternostro, Orchester des Staatstheater Kassel, 1999